# گژگوش ویتکوویاک
گِژِگوش وُیتکوویاک (زاده ۲۶ ژانویهٔ ۱۹۸۴) بازیکن فوتبال اهل کشور لهستان است.
وی سابقه ۱۹ بازی و ۰ گل ملی برای تیم ملی فوتبال لهستان در کارنامه دارد، همچنین پست تخصصی او، دفاع است.